# Nina Derwael
Nina Derwael (Sint-Truiden, 26 de marzo de 2000) es una deportista belga que compite en gimnasia artística, especialista en las pruebas de barras asimétricas y barra de equilibrio.
Participó en tres Juegos Olímpicos de Verano, entre los años 2016 y 2024, obteniendo una medalla de oro en Tokio 2020, en la prueba de barras asimétricas. En los Juegos Europeos de Minsk 2019 obtuvo una medalla de oro en la barra de equilibrio.
Ganó cuatro medallas en el Campeonato Mundial de Gimnasia Artística entre los años 2017 y 2022, y cinco medallas en el Campeonato Europeo de Gimnasia Artística entre los años 2017 y 2025.

## Palmarés internacional
| Juegos Olímpicos   | Juegos Olímpicos        | Juegos Olímpicos  | Juegos Olímpicos   |
| Año                | Lugar                   | Medalla           | Prueba             |
| ------------------ | ----------------------- | ----------------- | ------------------ |
| 2020               | Tokio (Japón)           | Medalla de oro    | Barras asimétricas |
| Campeonato Mundial |                         |                   |                    |
| Año                | Lugar                   | Medalla           | Prueba             |
| 2017               | Montreal (Canadá)       | Medalla de bronce | Barras asimétricas |
| 2018               | Doha (Catar)            | Medalla de oro    | Barras asimétricas |
| 2019               | Stuttgart (Alemania)    | Medalla de oro    | Barras asimétricas |
| 2022               | Liverpool (Reino Unido) | Medalla de bronce | Barras asimétricas |
| Juegos Europeos    |                         |                   |                    |
| Año                | Lugar                   | Medalla           | Competición        |
| 2019               | Minsk (Bielorrusia)     | Medalla de oro    | Barra              |
| Campeonato Europeo |                         |                   |                    |
| Año                | Lugar                   | Medalla           | Prueba             |
| 2017               | Cluj-Napoca (Rumania)   | Medalla de oro    | Barras asimétricas |
| 2018               | Glasgow (Reino Unido)   | Medalla de oro    | Barras asimétricas |
| 2018               | Glasgow (Reino Unido)   | Medalla de plata  | Barra              |
| 2025               | Leipzig (Alemania)      | Medalla de oro    | Barras asimétricas |
| 2025               | Leipzig (Alemania)      | Medalla de oro    | Barra              |